# Erythronium japonicum
Erythronium japonicum là một loài thực vật có hoa trong họ Liliaceae. Loài này được Decne. mô tả khoa học đầu tiên năm 1854.
Đây là loài bản địa Nhật Bản, Triều Tiên, Viễn đông Nga, đông bắc Trung Quốc.